# 11e étape du Tour d'Espagne 2020
Pour un article plus général, voir Tour d'Espagne 2020.
La 11e étape du Tour d'Espagne 2020 se déroule le samedi 31 octobre 2020, de Villaviciosa au Parc naturel de Somiedo, sur une distance de 170 km.

## Résultats

### Classement de l'étape
| \| Classement de l'étape \| Classement de l'étape \| Classement de l'étape \| Classement de l'étape \| Classement de l'étape \| \| Coureur \| Coureur \| Pays \| Équipe \| Temps \| \| --------------------- \| --------------------- \| --------------------- \| ---------------------- \| --------------------- \| \| 1er \| David Gaudu \| France \| Groupama-FDJ \| 4 h 54 min 13 s \| \| 2e \| Marc Soler \| Espagne \| Movistar Team \| + 4 s \| \| 3e \| Michael Storer \| Australie \| Team Sunweb \| + 52 s \| \| 4e \| Mark Donovan \| Royaume-Uni \| Team Sunweb \| + 52 s \| \| 5e \| Guillaume Martin \| France \| Cofidis \| + 55 s \| \| 6e \| Aleksandr Vlasov \| Russie \| Astana \| + 58 s \| \| 7e \| Dan Martin \| Irlande \| Israel Start-Up Nation \| + 1 min 03 s \| \| 8e \| Enric Mas \| Espagne \| Movistar Team \| + 1 min 03 s \| \| 9e \| Richard Carapaz \| Équateur \| Ineos Grenadiers \| + 1 min 03 s \| \| 10e \| Primož Roglič \| Slovénie \| Jumbo-Visma \| + 1 min 03 s \| |                  |             |                        |                 |
| |                  |             |                        |                 |
| Source : ProCyclingStats |                  |             |                        |                 |
| Classement de l'étape |                  |             |                        |                 |
| Coureur | Coureur          | Pays        | Équipe                 | Temps           |
| 1er | David Gaudu      | France      | Groupama-FDJ           | 4 h 54 min 13 s |
| 2e | Marc Soler       | Espagne     | Movistar Team          | + 4 s           |
| 3e | Michael Storer   | Australie   | Team Sunweb            | + 52 s          |
| 4e | Mark Donovan     | Royaume-Uni | Team Sunweb            | + 52 s          |
| 5e | Guillaume Martin | France      | Cofidis                | + 55 s          |
| 6e | Aleksandr Vlasov | Russie      | Astana                 | + 58 s          |
| 7e | Dan Martin       | Irlande     | Israel Start-Up Nation | + 1 min 03 s    |
| 8e | Enric Mas        | Espagne     | Movistar Team          | + 1 min 03 s    |
| 9e | Richard Carapaz  | Équateur    | Ineos Grenadiers       | + 1 min 03 s    |
| 10e | Primož Roglič    | Slovénie    | Jumbo-Visma            | + 1 min 03 s    |

### Points attribués pour le classement par points
| Sprint intermédiaire Teverga (km 125,2) | Sprint intermédiaire Teverga (km 125,2) | Sprint intermédiaire Teverga (km 125,2) | Sprint intermédiaire Teverga (km 125,2) | Sprint intermédiaire Teverga (km 125,2) |
| --------------------------------------- | --------------------------------------- | --------------------------------------- | --------------------------------------- | --------------------------------------- |
|                                         | Coureur                                 | Pays                                    | Équipe                                  | Point(s)                                |
| 1er                                     | Marc Soler                              | Espagne                                 | Movistar                                | 4                                       |
| 2e                                      | Michael Storer                          | Australie                               | Sunweb                                  | 2                                       |
| 3e                                      | Bruno Armirail                          | France                                  | Groupama-FDJ                            | 1                                       |
| modifier                                |                                         |                                         |                                         |                                         |

| Arrivée d'étape Alto de la Farrapona (km 170) | Arrivée d'étape Alto de la Farrapona (km 170) | Arrivée d'étape Alto de la Farrapona (km 170) | Arrivée d'étape Alto de la Farrapona (km 170) | Arrivée d'étape Alto de la Farrapona (km 170) |
| --------------------------------------------- | --------------------------------------------- | --------------------------------------------- | --------------------------------------------- | --------------------------------------------- |
|                                               | Coureur                                       | Pays                                          | Équipe                                        | Point(s)                                      |
| 1er                                           | David Gaudu                                   | France                                        | Groupama-FDJ                                  | 25                                            |
| 2e                                            | Marc Soler                                    | Espagne                                       | Movistar                                      | 20                                            |
| 3e                                            | Michael Storer                                | Australie                                     | Sunweb                                        | 16                                            |
| 4e                                            | Mark Donovan                                  | Royaume-Uni                                   | Sunweb                                        | 14                                            |
| 5e                                            | Guillaume Martin                              | France                                        | Cofidis                                       | 12                                            |
| 6e                                            | Aleksandr Vlasov                              | Russie                                        | Astana                                        | 10                                            |
| 7e                                            | Dan Martin                                    | Irlande                                       | Israel Start-Up Nation                        | 9                                             |
| 8e                                            | Enric Mas                                     | Espagne                                       | Movistar                                      | 8                                             |
| 9e                                            | Richard Carapaz                               | Équateur                                      | Ineos Grenadiers                              | 7                                             |
| 10e                                           | Primož Roglič                                 | Slovénie                                      | Jumbo-Visma                                   | 6                                             |
| 11e                                           | Hugh Carthy                                   | Royaume-Uni                                   | EF Pro Cycling                                | 5                                             |
| 12e                                           | Wout Poels                                    | Pays-Bas                                      | Bahrain-McLaren                               | 4                                             |
| 13e                                           | Sepp Kuss                                     | États-Unis                                    | Jumbo-Visma                                   | 3                                             |
| 14e                                           | Alejandro Valverde                            | Espagne                                       | Movistar                                      | 2                                             |
| 15e                                           | Felix Großschartner                           | Autriche                                      | Bora-Hansgrohe                                | 1                                             |
| modifier                                      |                                               |                                               |                                               |                                               |

### Points attribués pour le classement du meilleur grimpeur
| Alto de La Campa (km 9,3) 3e catégorie (8,3 km à 4%) | Alto de La Campa (km 9,3) 3e catégorie (8,3 km à 4%) | Alto de La Campa (km 9,3) 3e catégorie (8,3 km à 4%) | Alto de La Campa (km 9,3) 3e catégorie (8,3 km à 4%) | Alto de La Campa (km 9,3) 3e catégorie (8,3 km à 4%) |
| ---------------------------------------------------- | ---------------------------------------------------- | ---------------------------------------------------- | ---------------------------------------------------- | ---------------------------------------------------- |
|                                                      | Coureur                                              | Pays                                                 | Équipe                                               | Point(s)                                             |
| 1er                                                  | Tim Wellens                                          | Belgique                                             | Lotto-Soudal                                         | 3                                                    |
| 2e                                                   | Guillaume Martin                                     | France                                               | Cofidis                                              | 2                                                    |
| 3e                                                   | Nick Schultz                                         | Australie                                            | Mitchelton-Scott                                     | 1                                                    |
| modifier                                             |                                                      |                                                      |                                                      |                                                      |

| Alto de la Colladona (km 56) 1re catégorie (7,0 km à 6,5%) | Alto de la Colladona (km 56) 1re catégorie (7,0 km à 6,5%) | Alto de la Colladona (km 56) 1re catégorie (7,0 km à 6,5%) | Alto de la Colladona (km 56) 1re catégorie (7,0 km à 6,5%) | Alto de la Colladona (km 56) 1re catégorie (7,0 km à 6,5%) |
| ---------------------------------------------------------- | ---------------------------------------------------------- | ---------------------------------------------------------- | ---------------------------------------------------------- | ---------------------------------------------------------- |
|                                                            | Coureur                                                    | Pays                                                       | Équipe                                                     | Point(s)                                                   |
| 1er                                                        | Nélson Oliveira                                            | Portugal                                                   | Movistar                                                   | 10                                                         |
| 2e                                                         | Michael Storer                                             | Australie                                                  | Sunweb                                                     | 6                                                          |
| 3e                                                         | Niklas Eg                                                  | Danemark                                                   | Trek-Segafredo                                             | 4                                                          |
| 4e                                                         | Mark Donovan                                               | Royaume-Uni                                                | Sunweb                                                     | 2                                                          |
| 5e                                                         | Bruno Armirail                                             | France                                                     | Groupama-FDJ                                               | 1                                                          |
| modifier                                                   |                                                            |                                                            |                                                            |                                                            |

| Alto de la Cobertoria (km 95,2) 1re catégorie (9,8 km à 9%) | Alto de la Cobertoria (km 95,2) 1re catégorie (9,8 km à 9%) | Alto de la Cobertoria (km 95,2) 1re catégorie (9,8 km à 9%) | Alto de la Cobertoria (km 95,2) 1re catégorie (9,8 km à 9%) | Alto de la Cobertoria (km 95,2) 1re catégorie (9,8 km à 9%) |
| ----------------------------------------------------------- | ----------------------------------------------------------- | ----------------------------------------------------------- | ----------------------------------------------------------- | ----------------------------------------------------------- |
|                                                             | Coureur                                                     | Pays                                                        | Équipe                                                      | Point(s)                                                    |
| 1er                                                         | Guillaume Martin                                            | France                                                      | Cofidis                                                     | 10                                                          |
| 2e                                                          | Niklas Eg                                                   | Danemark                                                    | Trek-Segafredo                                              | 6                                                           |
| 3e                                                          | Marc Soler                                                  | Espagne                                                     | Movistar                                                    | 4                                                           |
| 4e                                                          | Michael Storer                                              | Australie                                                   | Sunweb                                                      | 2                                                           |
| 5e                                                          | Nélson Oliveira                                             | Portugal                                                    | Movistar                                                    | 1                                                           |
| modifier                                                    |                                                             |                                                             |                                                             |                                                             |

| Puerto de San Lorenzo (km 136) 1re catégorie (10,0 km à 8,6%) | Puerto de San Lorenzo (km 136) 1re catégorie (10,0 km à 8,6%) | Puerto de San Lorenzo (km 136) 1re catégorie (10,0 km à 8,6%) | Puerto de San Lorenzo (km 136) 1re catégorie (10,0 km à 8,6%) | Puerto de San Lorenzo (km 136) 1re catégorie (10,0 km à 8,6%) |
| ------------------------------------------------------------- | ------------------------------------------------------------- | ------------------------------------------------------------- | ------------------------------------------------------------- | ------------------------------------------------------------- |
|                                                               | Coureur                                                       | Pays                                                          | Équipe                                                        | Point(s)                                                      |
| 1er                                                           | Guillaume Martin                                              | France                                                        | Cofidis                                                       | 10                                                            |
| 2e                                                            | Marc Soler                                                    | Espagne                                                       | Movistar                                                      | 6                                                             |
| 3e                                                            | David Gaudu                                                   | France                                                        | Groupama-FDJ                                                  | 4                                                             |
| 4e                                                            | Michael Storer                                                | Australie                                                     | Sunweb                                                        | 2                                                             |
| 5e                                                            | Nélson Oliveira                                               | Portugal                                                      | Movistar                                                      | 1                                                             |
| modifier                                                      |                                                               |                                                               |                                                               |                                                               |

| \| Alto de la Farrapona (km 170) 1re catégorie (16,5 km à 6,2%) \| Alto de la Farrapona (km 170) 1re catégorie (16,5 km à 6,2%) \| Alto de la Farrapona (km 170) 1re catégorie (16,5 km à 6,2%) \| Alto de la Farrapona (km 170) 1re catégorie (16,5 km à 6,2%) \| Alto de la Farrapona (km 170) 1re catégorie (16,5 km à 6,2%) \| \| ------------------------------------------------------------ \| ------------------------------------------------------------ \| ------------------------------------------------------------ \| ------------------------------------------------------------ \| ------------------------------------------------------------ \| \| \| Coureur \| Pays \| Équipe \| Point(s) \| \| 1er \| David Gaudu \| France \| Groupama-FDJ \| 10 \| \| 2e \| Marc Soler \| Espagne \| Movistar \| 6 \| \| 3e \| Michael Storer \| Australie \| Sunweb \| 4 \| \| 4e \| Mark Donovan \| Royaume-Uni \| Sunweb \| 2 \| \| 5e \| Guillaume Martin \| France \| Cofidis \| 1 \| \| modifier \| \| \| \| \| |                  |             |              |          |
| Alto de la Farrapona (km 170) 1re catégorie (16,5 km à 6,2%) |                  |             |              |          |
| | Coureur          | Pays        | Équipe       | Point(s) |
| 1er | David Gaudu      | France      | Groupama-FDJ | 10       |
| 2e | Marc Soler       | Espagne     | Movistar     | 6        |
| 3e | Michael Storer   | Australie   | Sunweb       | 4        |
| 4e | Mark Donovan     | Royaume-Uni | Sunweb       | 2        |
| 5e | Guillaume Martin | France      | Cofidis      | 1        |
| modifier |                  |             |              |          |

### Bonifications
|   | Coureur        | Pays      | Équipe       | Secondes |
| - | -------------- | --------- | ------------ | -------- |
| 1 | Marc Soler     | Espagne   | Movistar     | 3 s      |
| 2 | Michael Storer | Australie | Sunweb       | 2 s      |
| 3 | Bruno Armirail | France    | Groupama-FDJ | 1 s      |

|   | Coureur        | Pays      | Équipe       | Secondes |
| - | -------------- | --------- | ------------ | -------- |
| 1 | David Gaudu    | France    | Groupama-FDJ | 10 s     |
| 2 | Marc Soler     | Espagne   | Movistar     | 6 s      |
| 3 | Michael Storer | Australie | Sunweb       | 4 s      |

## Classements à l'issue de l'étape

### Classement général
| \| Classement général \| Classement général \| Classement général \| Classement général \| Classement général \| \| Coureur \| Coureur \| Pays \| Équipe \| Temps \| \| ------------------ \| ------------------- \| ------------------ \| ---------------------- \| ------------------ \| \| 1er \| Primož Roglič \| Slovénie \| Jumbo-Visma \| 45 h 20 min 31 s \| \| 2e \| Richard Carapaz \| Équateur \| Ineos Grenadiers \| + 0 s \| \| 3e \| Dan Martin \| Irlande \| Israel Start-Up Nation \| + 25 s \| \| 4e \| Hugh Carthy \| Royaume-Uni \| EF Pro Cycling \| + 58 s \| \| 5e \| Enric Mas \| Espagne \| Movistar Team \| + 1 min 54 s \| \| 6e \| Marc Soler \| Espagne \| Movistar Team \| + 2 min 44 s \| \| 7e \| Felix Großschartner \| Autriche \| Bora-Hansgrohe \| + 3 min 31 s \| \| 8e \| Alejandro Valverde \| Espagne \| Movistar Team \| + 3 min 44 s \| \| 9e \| Wout Poels \| Pays-Bas \| Bahrain McLaren \| + 3 min 54 s \| \| 10e \| Mikel Nieve \| Espagne \| Mitchelton-Scott \| + 4 min 43 s \| |                     |             |                        |                  |
| |                     |             |                        |                  |
| Source : ProCyclingStats |                     |             |                        |                  |
| Classement général |                     |             |                        |                  |
| Coureur | Coureur             | Pays        | Équipe                 | Temps            |
| 1er | Primož Roglič       | Slovénie    | Jumbo-Visma            | 45 h 20 min 31 s |
| 2e | Richard Carapaz     | Équateur    | Ineos Grenadiers       | + 0 s            |
| 3e | Dan Martin          | Irlande     | Israel Start-Up Nation | + 25 s           |
| 4e | Hugh Carthy         | Royaume-Uni | EF Pro Cycling         | + 58 s           |
| 5e | Enric Mas           | Espagne     | Movistar Team          | + 1 min 54 s     |
| 6e | Marc Soler          | Espagne     | Movistar Team          | + 2 min 44 s     |
| 7e | Felix Großschartner | Autriche    | Bora-Hansgrohe         | + 3 min 31 s     |
| 8e | Alejandro Valverde  | Espagne     | Movistar Team          | + 3 min 44 s     |
| 9e | Wout Poels          | Pays-Bas    | Bahrain McLaren        | + 3 min 54 s     |
| 10e | Mikel Nieve         | Espagne     | Mitchelton-Scott       | + 4 min 43 s     |

| Classement par points | Classement par points | Classement par points | Classement par points  | Classement par points |
| Coureur               | Coureur               | Pays                  | Équipe                 | Points                |
| --------------------- | --------------------- | --------------------- | ---------------------- | --------------------- |
| 1er                   | Primož Roglič         | Slovénie              | Jumbo-Visma            | 135 pts               |
| 2e                    | Dan Martin            | Irlande               | Israel Start-Up Nation | 91 pts                |
| 3e                    | Richard Carapaz       | Équateur              | Ineos Grenadiers       | 90 pts                |
| 4e                    | Guillaume Martin      | France                | Cofidis                | 70 pts                |
| 5e                    | Felix Großschartner   | Autriche              | Bora-Hansgrohe         | 54 pts                |
| 6e                    | Marc Soler            | Espagne               | Movistar Team          | 53 pts                |
| 7e                    | Hugh Carthy           | Royaume-Uni           | EF Pro Cycling         | 50 pts                |
| 8e                    | Enric Mas             | Espagne               | Movistar Team          | 50 pts                |
| 9e                    | Michael Woods         | Canada                | EF Pro Cycling         | 45 pts                |
| 10e                   | Alejandro Valverde    | Espagne               | Movistar Team          | 42 pts                |

| Classement par points | Classement par points | Classement par points | Classement par points  | Classement par points |
| Coureur               | Coureur               | Pays                  | Équipe                 | Points                |
| --------------------- | --------------------- | --------------------- | ---------------------- | --------------------- |
| 1er                   | Primož Roglič         | Slovénie              | Jumbo-Visma            | 135 pts               |
| 2e                    | Dan Martin            | Irlande               | Israel Start-Up Nation | 91 pts                |
| 3e                    | Richard Carapaz       | Équateur              | Ineos Grenadiers       | 90 pts                |
| 4e                    | Guillaume Martin      | France                | Cofidis                | 70 pts                |
| 5e                    | Felix Großschartner   | Autriche              | Bora-Hansgrohe         | 54 pts                |
| 6e                    | Marc Soler            | Espagne               | Movistar Team          | 53 pts                |
| 7e                    | Hugh Carthy           | Royaume-Uni           | EF Pro Cycling         | 50 pts                |
| 8e                    | Enric Mas             | Espagne               | Movistar Team          | 50 pts                |
| 9e                    | Michael Woods         | Canada                | EF Pro Cycling         | 45 pts                |
| 10e                   | Alejandro Valverde    | Espagne               | Movistar Team          | 42 pts                |

| Classement de la montagne | Classement de la montagne | Classement de la montagne | Classement de la montagne | Classement de la montagne |
| Coureur                   | Coureur                   | Pays                      | Équipe                    | Points                    |
| ------------------------- | ------------------------- | ------------------------- | ------------------------- | ------------------------- |
| 1er                       | Guillaume Martin          | France                    | Cofidis                   | 50 pts                    |
| 2e                        | Sepp Kuss                 | États-Unis                | Jumbo-Visma               | 24 pts                    |
| 3e                        | Richard Carapaz           | Équateur                  | Ineos Grenadiers          | 24 pts                    |
| 4e                        | Tim Wellens               | Belgique                  | Lotto-Soudal              | 22 pts                    |
| 5e                        | Dan Martin                | Irlande                   | Israel Start-Up Nation    | 20 pts                    |
| 6e                        | Primož Roglič             | Slovénie                  | Jumbo-Visma               | 17 pts                    |
| 7e                        | Michael Storer            | Australie                 | Team Sunweb               | 17 pts                    |
| 8e                        | Michael Woods             | Canada                    | EF Pro Cycling            | 16 pts                    |
| 9e                        | Marc Soler                | Espagne                   | Movistar Team             | 16 pts                    |
| 10e                       | David Gaudu               | France                    | Groupama-FDJ              | 14 pts                    |

| Classement de la montagne | Classement de la montagne | Classement de la montagne | Classement de la montagne | Classement de la montagne |
| Coureur                   | Coureur                   | Pays                      | Équipe                    | Points                    |
| ------------------------- | ------------------------- | ------------------------- | ------------------------- | ------------------------- |
| 1er                       | Guillaume Martin          | France                    | Cofidis                   | 50 pts                    |
| 2e                        | Sepp Kuss                 | États-Unis                | Jumbo-Visma               | 24 pts                    |
| 3e                        | Richard Carapaz           | Équateur                  | Ineos Grenadiers          | 24 pts                    |
| 4e                        | Tim Wellens               | Belgique                  | Lotto-Soudal              | 22 pts                    |
| 5e                        | Dan Martin                | Irlande                   | Israel Start-Up Nation    | 20 pts                    |
| 6e                        | Primož Roglič             | Slovénie                  | Jumbo-Visma               | 17 pts                    |
| 7e                        | Michael Storer            | Australie                 | Team Sunweb               | 17 pts                    |
| 8e                        | Michael Woods             | Canada                    | EF Pro Cycling            | 16 pts                    |
| 9e                        | Marc Soler                | Espagne                   | Movistar Team             | 16 pts                    |
| 10e                       | David Gaudu               | France                    | Groupama-FDJ              | 14 pts                    |

| Classement du meilleur jeune | Classement du meilleur jeune | Classement du meilleur jeune | Classement du meilleur jeune | Classement du meilleur jeune |
| Coureur                      | Coureur                      | Pays                         | Équipe                       | Temps                        |
| ---------------------------- | ---------------------------- | ---------------------------- | ---------------------------- | ---------------------------- |
| 1er                          | Enric Mas                    | Espagne                      | Movistar Team                | 45 h 22 min 25 s             |
| 2e                           | David Gaudu                  | France                       | Groupama-FDJ                 | + 3 min 08 s                 |
| 3e                           | Aleksandr Vlasov             | Russie                       | Astana                       | + 4 min 53 s                 |
| 4e                           | Georg Zimmermann             | Allemagne                    | CCC Team                     | + 22 min 43 s                |
| 5e                           | Gino Mäder                   | Suisse                       | NTT Pro Cycling              | + 23 min 34 s                |
| 6e                           | Kobe Goossens                | Belgique                     | Lotto-Soudal                 | + 25 min 05 s                |
| 7e                           | William Barta                | États-Unis                   | CCC Team                     | + 35 min 35 s                |
| 8e                           | Clément Champoussin          | France                       | AG2R La Mondiale             | + 52 min 44 s                |
| 9e                           | Robert Power                 | Australie                    | Team Sunweb                  | + 59 min 39 s                |
| 10e                          | Juan Pedro López             | Espagne                      | Trek-Segafredo               | + 1 h 03 min 18 s            |

| Classement du meilleur jeune | Classement du meilleur jeune | Classement du meilleur jeune | Classement du meilleur jeune | Classement du meilleur jeune |
| Coureur                      | Coureur                      | Pays                         | Équipe                       | Temps                        |
| ---------------------------- | ---------------------------- | ---------------------------- | ---------------------------- | ---------------------------- |
| 1er                          | Enric Mas                    | Espagne                      | Movistar Team                | 45 h 22 min 25 s             |
| 2e                           | David Gaudu                  | France                       | Groupama-FDJ                 | + 3 min 08 s                 |
| 3e                           | Aleksandr Vlasov             | Russie                       | Astana                       | + 4 min 53 s                 |
| 4e                           | Georg Zimmermann             | Allemagne                    | CCC Team                     | + 22 min 43 s                |
| 5e                           | Gino Mäder                   | Suisse                       | NTT Pro Cycling              | + 23 min 34 s                |
| 6e                           | Kobe Goossens                | Belgique                     | Lotto-Soudal                 | + 25 min 05 s                |
| 7e                           | William Barta                | États-Unis                   | CCC Team                     | + 35 min 35 s                |
| 8e                           | Clément Champoussin          | France                       | AG2R La Mondiale             | + 52 min 44 s                |
| 9e                           | Robert Power                 | Australie                    | Team Sunweb                  | + 59 min 39 s                |
| 10e                          | Juan Pedro López             | Espagne                      | Trek-Segafredo               | + 1 h 03 min 18 s            |

| Classement par équipes | Classement par équipes | Classement par équipes | Classement par équipes |
| Équipe                 | Équipe                 | Pays                   | Temps                  |
| ---------------------- | ---------------------- | ---------------------- | ---------------------- |
| 1re                    | Movistar Team          | Espagne                | 136 h 10 min 19 s      |
| 2e                     | Jumbo-Visma            | Pays-Bas               | + 7 min 37 s           |
| 3e                     | Astana                 | Kazakhstan             | + 25 min 03 s          |
| 4e                     | UAE Team Emirates      | Émirats arabes unis    | + 30 min 52 s          |
| 5e                     | Mitchelton-Scott       | Australie              | + 33 min 47 s          |
| 6e                     | Cofidis                | France                 | + 57 min 18 s          |
| 7e                     | Ineos Grenadiers       | Royaume-Uni            | + 1 h 20 min 24 s      |
| 8e                     | Groupama-FDJ           | France                 | + 1 h 45 min 05 s      |
| 9e                     | EF Pro Cycling         | États-Unis             | + 1 h 58 min 43 s      |
| 10e                    | CCC Team               | Pologne                | + 2 h 00 min 51 s      |

| Classement par équipes | Classement par équipes | Classement par équipes | Classement par équipes |
| Équipe                 | Équipe                 | Pays                   | Temps                  |
| ---------------------- | ---------------------- | ---------------------- | ---------------------- |
| 1re                    | Movistar Team          | Espagne                | 136 h 10 min 19 s      |
| 2e                     | Jumbo-Visma            | Pays-Bas               | + 7 min 37 s           |
| 3e                     | Astana                 | Kazakhstan             | + 25 min 03 s          |
| 4e                     | UAE Team Emirates      | Émirats arabes unis    | + 30 min 52 s          |
| 5e                     | Mitchelton-Scott       | Australie              | + 33 min 47 s          |
| 6e                     | Cofidis                | France                 | + 57 min 18 s          |
| 7e                     | Ineos Grenadiers       | Royaume-Uni            | + 1 h 20 min 24 s      |
| 8e                     | Groupama-FDJ           | France                 | + 1 h 45 min 05 s      |
| 9e                     | EF Pro Cycling         | États-Unis             | + 1 h 58 min 43 s      |
| 10e                    | CCC Team               | Pologne                | + 2 h 00 min 51 s      |

## Prix de la Combativité
- Marc Soler (Movistar )

## Abandons
- Matthieu Ladagnous (Groupama-FDJ) : abandon
- Stephen Williams (Bahrain-McLaren) : non-partant
- Quentin Jauregui (AG2R La Mondiale) : abandon
- Jakub Mareczko (CCC Team) : abandon
- Nicholas Dlamini (NTT Pro Cycling) : abandon
- Héctor Sáez (Caja Rural-Seguros RGA) : abandon